# /usr
/usr (від англ. UNIX System Resources — системні ресурси UNIX) — директорія в UNIX-подібних системах, містить динамічно компоновані програми, файли користувачів і програми, що встановлюються вручну. Відповідно до FHS монтується на кореневу файлову систему і повинна містити тільки незмінювані програмами дані (тобто /usr в режимі експлуатації може бути змонтований в режимі «тільки для читання» без шкоди для функціональності).
 
| /usr/         | Вторинна ієрархія для даних користувача; містить більшість користувацьких додатків та утиліт, що використовуються в багатокористувацькому режимі. Може бути змонтована через мережу в режимі "тільки для читання" і бути спільною для декількох машин. |
| /usr/bin/     | Додаткові програми для всіх користувачів, які не є необхідними в однокористувацькому режимі. |
| /usr/include/ | Стандартні заголовочні файли. |
| /usr/lib/     | Бібліотеки для програм, що знаходяться в /usr/bin/ и /usr/sbin/. |
| /usr/sbin/    | Додаткові системні програми (такі як демони різних мережевих сервісів). |
| /usr/share/   | Архітектурно-незалежні загальні дані. |
| /usr/src/     | Вихідні коди (наприклад, тут розташовуються вихідні коди ядра). |
| /usr/X11R6/   | X Window System, версії 11, реліз 6. |
| /usr/local/   | Третинна ієрархія для даних, специфічних для даного хоста. Зазвичай містить такі піддиректорії, як bin/, lib/, share/. |

## Зноски
1. ↑  Filesystem Hierarchy Standard. Архів оригіналу за 25 травня 2005. Процитовано 27 липня 2015.
2. ↑  Filesystem Hierarchy Standard [Архівовано 25 травня 2005 у Wayback Machine.](англ.)
3. ↑  Історично і згідно стандартів, /usr/local/ є сховищем даних які повинні зберігатись на локальному хості (на відміну від /usr/, яка може монтуватись через мережу). Але зазвичай /usr/ рідко монтується як віддалена файлова система, а /usr/local/ частіше використовується для інсталяції програмного забезпечення і даних, які не є частиною дистрибутиву (в такому разі /usr/ повинен містити програми і дані лише зі стандартного дистрибутиву).